# Questa sono io (film)
Questa sono io (Kobieta z...) è un film del 2023 scritto e diretto da Małgorzata Szumowska e Michał Englert.

## Trama
In un piccolo paese della Polonia rurale del 1989, Andrzej sa di non essere come i suoi coetanei, ma solo diversi anni più tardi, divenuto nel frattempo un amorevole marito e padre di famiglia, ammetterà a se stesso e agli altri di essere transgender, intraprendendo un percorso costellato di sacrifici e pregiudizi.

## Produzione
Le riprese sono cominciate nel febbraio 2023 e sono terminate a giugno.

## Distribuzione
Il film è stato presentato in anteprima l'8 settembre 2023 all'80ª Mostra internazionale d'arte cinematografica di Venezia. È stato distribuito nelle sale cinematografiche polacche a partire dal 5 aprile 2024, mentre in quelle italiane da I Wonder Pictures a partire dal 29 maggio 2025.

## Riconoscimenti
- 2023 - Mostra internazionale d'arte cinematografica[1]
  - In concorso per il Leone d'oro